# Medalla d'Or del Gran Teatre del Liceu
|  | No s'ha de confondre amb la Medalla d'Or del Cercle del Liceu, tot i la possible coincidència de guardonats i de lloc de lliurament.. |

La Medalla d'Or del Gran Teatre del Liceu és una distinció honorífica atorgada pel Gran Teatre del Liceu a aquelles persones i/o institucions, vinculades estretament amb el Teatre, que s'hagin destacat per la seva actuació artística o col·laboració especial, en senyal de reconeixement i contribució al Teatre del Liceu.

## Història
La Societat del Gran Teatre del Liceu començà a concedir-la en 1954, sense una periodicitat definida, fins al 1979 quan, arran dels canvis en l'empresa, la pràctica s'interrompé.
L'any 2009 la Fundació del Gran Teatre del Liceu, coincidint amb el desè aniversari de la reinauguració després de l'incendi, en recuperà la tradició atorgant 10 medalles a persones destacades durant el període dels anys vuitanta i noranta, cosa que cobria la llacuna produïda per la interrupció. La temporada 2010/2011 van ser 3 els guardonats i 4 la temporada 2011/2012.
En l'acte de lliurament de les Medalles d'Or 2011/2012 es va anunciar una nova normativa per a la concessió, que seria a través de candidatures presentades per diferents associacions i entitats vinculades amb el Gran Teatre, valorades per un jurat format per personalitats destacades del món de l'òpera i les arts escèniques. Aquestes entitats relacionades amb el Teatre i amb la cultura serien: els Amics del Liceu, l'Associació de Liceistes 4t i 5è Pis, el Conservatori del Liceu, l'Escola Superior de Música de Catalunya, universitats, etc. D'entre les candidatures presentades s'escollirien els tres guardonats anuals. Aquesta nova etapa va tenir una vida força efímera, ja que tan sols es va fer una concessió de medalles, la de la temporada 2012/2013.
Després d'una nova interrupció i amb el tancament del teatre per la crisi de la COVID-19, el premi no es tornà a concedir fins al 2023, coincidint amb la celebració del 175è aniversari de la inauguració del teatre. El criteri era el "d’enaltir la tasca, la dedicació i l’activitat portada a terme per persones, institucions o col·lectius en diferents àmbits culturals, posant per davant el prestigi, la internacionalització i reconeixement de la cultura i, més en concret, del Gran Teatre del Liceu, com a referent en l’àmbit operístic". S'estableixen, des de llavors, sis categories diferents de premi:  Artística, Institucional, de Servei o especial dedicació, Filantropia, Mecenatge i Dansa.

## Llista de guardonats i guardonades
| Any                  | Premiat                                                                         | Mèrits |
| -------------------- | ------------------------------------------------------------------------------- | --- |
| 1954, 16 de novembre | Renata Tebaldi                                                                  | Soprano, per l'actuació a la temporada 1953-1954 |
| 1954, 20 de novembre | Gianni Poggi                                                                    | Tenor, per l'actuació en 1954 (en realitat per no desairar-lo pel lliurament a la Tebaldi) |
| 1955, 20 de desembre | Victoria de los Ángeles                                                         | Soprano, per la seva carrera al Teatre des de 1945 |
| 1957, 2 de febrer    | Manuel Ausensi                                                                  | Baríton, per la seva trajectòria al Teatre des de 1947 |
| 1957, 3 de febrer    | Joan Magriñà                                                                    | Ballarí i coreògraf, en ocasió de la seva retirada com a ballarí |
| 1958, 18 de gener    | Birgit Nilsson                                                                  | Soprano, per l'actuació a Die Walküre la mateixa temporada |
| 1958, 18 de gener    | Wolfgang Windgassen                                                             | Tenor, per les actuacions al Teatre des de 1955 |
| 1959, 13 de maig     | Julian Braunsweg                                                                | Director del London Festival Ballet, que actuà freqüentment al Teatre des de 1953-1954 |
| 1959, 20 de desembre | Gianna D'Angelo                                                                 | Soprano, per la seva trajectòria al Teatre des de 1957 |
| 1960, 23 de gener    | Gertrude Grob-Prandl                                                            | Soprano, per la seva trajectòria al Teatre des de 1950-1951 |
| 1961, 6 de gener     | Joan Sutherland                                                                 | Soprano, per les actuacions a I puritani en 1961 |
| 1962, 27 de gener    | Aurora Pons                                                                     | Ballarina, primera ballarina de la companyia del Teatre, on ballà des de 1951 |
| 1963, 26 de gener    | André Turp                                                                      | Tenor, per les seves actuacions des de 1961 |
| 1963, 7 de desembre  | Virginia Zeani                                                                  | Soprano, per les seves actuacions a La traviata i Il piccolo Marat la mateixa temporada |
| 1966, 22 de gener    | Montserrat Caballé                                                              | Soprano, per la seva trajectòria al Teatre des de 1961-1962 |
| 1966, 23 de novembre | Fiorenza Cossotto                                                               | Mezzosoprano, per la seva trajectòria al Teatre des de 1961 |
| 1967, 26 de novembre | Jaume Aragall                                                                   | Tenor, per la seva trajectòria al Teatre des de 1963-1964 |
| 1968, 22 de desembre | Pedro Lavirgen                                                                  | Tenor, per la seva trajectòria al Teatre des de 1964-1965 |
| 1970, 3 de gener     | Viktor Vladarsky                                                                | Agent artístic, fou responsable de bona part de la contractació d'artistes de les àrees germànica i eslava                                                                                       |
| 1970, 22 de novembre | Riccardo Bottino                                                                | Director del cor del Teatre des dels anys seixanta |
| 1971, maig           | Alicia Alonso                                                                   | Ballarina, per la seva trajectòria al Teatre des de 1968-1969 |
| 1971, 23 de desembre | Anton Guadagno                                                                  | Director d'orquestra, per la seva continuada aparició al Teatre des de 1968 |
| 1974, 1 de gener     | Plácido Domingo                                                                 | Tenor, per la seva trajectòria al Teatre des de 1968 |
| 1977, 26 de desembre | Vicenç Sardinero                                                                | Baríton, per la seva trajectòria al teatre des de 1965 |
| 1979, 20 de febrer   | Josep Maria Colomer Pujol                                                       | Metge foniatra del Teatre i comentarista en les retransmissions radiofòniques de les funcions per Radio Nacional                                                                                 |
| 2009, 26 d'octubre   | Josep Carreras                                                                  | Tenor, per la seva trajectòria al Teatre |
| 2009, 26 d'octubre   | Maria de Ávila                                                                  | Ballarina i coreògrafa, per la seva trajectòria al Teatre |
| 2009, 26 d'octubre   | Manuel Bertrand                                                                 | Antic president de la Societat del Gran Teatre del Liceu, pel suport donat al Teatre i la seva tasca de gestió                                                                                   |
| 2009, 26 d'octubre   | Ielena Obraztsova                                                               | Mezzosoprano, per la seva trajectòria al Teatre |
| 2009, 26 d'octubre   | Joan Pons i Álvarez                                                             | Baríton, per la seva trajectòria al Teatre |
| 2009, 26 d'octubre   | Edita Gruberova                                                                 | Soprano, per la seva trajectòria al Teatre |
| 2009, 26 d'octubre   | Eva Marton                                                                      | Soprano, per la seva trajectòria al Teatre |
| 2009, 26 d'octubre   | Josep Vilarasau                                                                 | President del Consell de Mecenatge del Teatre, per la seva tasca de suport al Teatre |
| 2009, 26 d'octubre   | Maria Vilardell                                                                 | Presidenta del Concurs Internacional de Cant Francesc Viñas, per la tasca al seu davant i la de difusió del nom del Teatre al món                                                                |
| 2009, 26 d'octubre   | Dolora Zajick                                                                   | Mezzosoprano, per la seva trajectòria al Teatre |
| 2010, 8 de novembre  | Mirella Freni                                                                   | Soprano, per la seva trajectòria al Teatre des de 1971-1972 |
| 2010, 8 de novembre  | Matti Salminen                                                                  | Baix, per la seva trajectòria al Teatre des de 1979 |
| 2010, 8 de novembre  | Núria Espert                                                                    | Escenògrafa, pels muntatges estrenats al Teatre, especialment la Turandot de la reinauguració de 1999                                                                                            |
| 2012, 12 de gener    | Simon Estes                                                                     | Baríton, per la seva trajectòria al Teatre entre 1981 i 2002 |
| 2012, 12 de gener    | Antoni Ros-Marbà                                                                | Director d'orquestra, per la seva trajectòria al Teatre des de 1965 |
| 2012, 12 de gener    | Renata Scotto                                                                   | Soprano, per la seva trajectòria al Teatre entre 1961 i 1996 |
| 2012, 12 de gener    | Anja Silja                                                                      | Soprano, per la seva trajectòria al Teatre entre 1967 i 2005 |
| 2013, 30 d'abril     | Carlos Álvarez Rodríguez                                                        | Baríton, per la seva trajectòria al Teatre entre 1995 i 2012 |
| 2013, 30 d'abril     | Ewa Podleś                                                                      | Contralt, per la seva trajectòria al Teatre des de 1998 |
| 2013, 30 d'abril     | Conservatori Superior de Música del Gran Teatre del Liceu                       | Per la seva vinculació històrica i la seva col·laboració amb el Teatre |
| 2023, 13 de juliol   | Sondra Radvanovsky (categoria artística)                                        | Soprano, per la "predisposició envers el Tteatre, saber fer i estima a la institució" |
| 2023, 13 de juliol   | Societat del Gran Teatre del Liceu i Cercle del Liceu (categoria institucional) | Per l'aportació i suport al teatre i la promoció que en fan |
| 2023, 13 de juliol   | Roger Alier (categoria de servei i especial dedicació)                          | Crític i historiador de l'òpera, per la seva tasca de divulgació i vinculació al teatre |
| 2023, 13 de juliol   | Família Puig (categoria de filantropia)                                         | Fundadora i propietària de l'empresa Puig de perfumeria i moda, per la seva tasca de suport vers el Liceu, l’òpera i la música                                                                   |
| 2023, 13 de juliol   | Fundació La Caixa (categoria de mecenatge)                                      | "Per la implicació en la creació, difusió i protecció de la cultura i el seu incondicional suport al Liceu des de la seva reconstrucció"                                                         |
| 2023, 13 de juliol   | Assumpció Aguadé (categoria de dansa)                                           | Ballarina i coreògrafa, per la seva trajectòria al teatre i com a referent de la dansa clàssica                                                                                                  |
| 2024, 25 d'octubre   | Piotr Beczala (artística)                                                       | Tenor, per la "predisposició envers el Liceu, la seva plena disponibilitat en tot moment i l'afecte profund que ha demostrat cap al teatre"                                                      |
| 2024, 25 d'octubre   | Amics del Liceu (institucional)                                                 | Per la "tasca de suport a l’activitat del Gran Teatre del Liceu, així com el foment i difusió de l’òpera i la música arre"                                                                       |
| 2024, 25 d'octubre   | Miquel Lerín Vilardell (especial dedicació)                                     | Agent i promotor artístic, representant de grans cantants i promotor del Concurs Internacional de Cant Tenor Viñas                                                                               |
| 2024, 25 d'octubre   | Ramon Agenjo (filantropia)                                                      | Empresari i mecenes, director de la Fundació Damm, "per la seva tasca de suport vers la cultura, l’òpera i la música"                                                                            |
| 2024, 25 d'octubre   | Telefónica (mecenatge)                                                          | Per la "implicació, especialment en l'any del seu centenari, pel seu incondicional suport al Teatre des de la seva reconstrucció"                                                                |
| 2024, 25 d'octubre   | Raquel García-Tomás (categoria de composició)                                   | Compositora, "per la seva trajectòria professional en el camp de la música" i l'estrena al teatre de l'òpera Alexina B.                                                                          |
| 2024, 25 d'octubre   | IT Dansa (categoria de dansa)                                                   | Jove Companyia de Dansa de l'Institut del Teatre, "per la seva tasca pedagògica en el gènere de la dansa, que promou oportunitats professionals per a joves ballarins i ballarines" des de 1996. |